# Calydorea xyphioides
Calydorea xyphioides là một loài thực vật có hoa trong họ Diên vĩ. Loài này được (Poepp.) Espinosa miêu tả khoa học đầu tiên năm 1922.